# Lotta Olsson (politiker)
Anna Charlotta ("Lotta") Olsson, född 16 september 1960 i Lännäs församling i Örebro län, är en svensk politiker (moderat), som är ordinarie riksdagsledamot sedan februari 2013, invald för Örebro läns valkrets.

## Biografi
Olsson är utbildad IVA-sjuksköterska samt har en magisterexamen i Hälso- och Sjukvårdsadministration från Örebro universitet. Hon arbetade under 1990-talet som specialistsjuksköterska och sjukvårdslärare, och var 1999–2006 avdelningschef inom sjukvården.
Mellan oktober 2010 och mars 2012 var hon tjänstgörande ersättare i riksdagen för dåvarande försvarsminister Sten Tolgfors. Hon stod då bakom förslaget om ett så kallat rit-avdrag, som skulle ge hushållen avdragsrätt för it-tjänster. Förslaget vann dock aldrig gehör. Sedan februari 2013 är hon ordinarie riksdagsledamot.
Olsson har i riksdagen bland annat tagit upp bristen på specialistsjuksköterskor inom intensivvården samt behovet av att modernisera tillståndsprocesser för elnät.